# Itaperuna
Itaperuna, amtlich Município de Itaperuna, ist eine Großstadt im brasilianischen Bundesstaat Rio de Janeiro. Sie hatte 2020 geschätzte 103.800 Einwohner, die Itaperunenser genannt werden. Die Entfernung zur Hauptstadt Rio de Janeiro beträgt 313 km.

## Stadtgliederung
Itapurena gliedert sich in sieben Distrikte. Die Stadt selbst ist in sechs Zonen und 50 Bairros aufgeteilt.

## Stadtverwaltung
Stadtpräfekt (Bürgermeister) war seit der Kommunalwahl 2016 für die Amtszeit 2017 bis 2020 Marcus Vinícius de Oliveira Pinto des Partido da República (PR). Er wurde bei den Kommunalwahlen in Brasilien 2020 durch Alfredo Paulo Marques Rodrigues des Partido Social Democrático (PSD) für die Amtszeit von 2021 bis 2024 abgelöst.

## Söhne und Töchter der Stadt
- Léo Itaperuna (* 1989), Fußballspieler
- Ygor Nogueira de Paula (* 1995), Fußballspieler